# Biesenthal (Bismark)
Biesenthal gehört zur Ortschaft Meßdorf und ist ein Ortsteil der Stadt Bismark (Altmark) im Landkreis Stendal in Sachsen-Anhalt.

## Geographie
Biesenthal, ein Straßendorf mit Kirche, liegt neun Kilometer nördlich der Stadt Bismark (Altmark) in der Niederung des kleinen Flusses Biese.
Nachbarorte sind Beese im Südwesten, Hagenau im Nordwesten, Gladigau im Norden, Schmersau im Nordosten und Späningen im Südosten.

## Geschichte

### Mittelalter bis Neuzeit
Im Jahre 1347 wurde ein Bernardi de Bisendale als Zeuge in Salzwedel in einer Urkunde genannt.
Im Landbuch der Mark Brandenburg von 1375 wird das Dorf als Brisedal und Biesedal aufgeführt, das den von Bartensleben gehörte. Der Stendaler Bürger Johannes Ebeling erhielt Einnahmen aus dem Fleischzehnt im Dorf.
Im Jahre 1482 wurde der apostolische Notar Henricus Scultetus de Besendahl (Heinrich Schulte) genannt, wie aus der „Politischen Correspondenz des Kurfürsten Albrecht Achilles“ hervorgeht.
Weitere Nennungen sind 1551 Bisendal, 1687 Biesenthael und 1804 Biesenthal.
Während des Dreißigjährigen Krieges litt das Dorf unter Plünderungen und der Pest. 1780 erfolgte die erste Regulierung des Flüsschens Biese unter Friedrich II. 1907 bis 1908 erfolgte die zweite Bieseregulierung mit einer Erhöhung des Feldweges Biesenthal-Hagenau. Erst 1924 wurde die erste steinerne Biesebrücke errichtet, 1997 die heutige.

### Schule
Bis 1948 gab es eine Schule im Dorf. Schon zu Beginn des 19. Jahrhunderts war ein Schulhaus vorhanden, das 1845 neu errichtet wurde. In einem einzigen Raum sind alle Kinder der Klassen 1 bis 6 unterrichtet worden. 1910/11 war ein Schulraum an die Küsterei angebaut worden. 1916 sind in der Schule 13 Mädchen und 15 Knaben unterrichtet worden.

### Landwirtschaft
Bei der Bodenreform wurden 1945 ermittelt: eine Besitzung über 100 Hektar hatte 101 Hektar, 12 Besitzungen unter 100 Hektar hatten zusammen 374, zwei Kirchenbesitzungen hatten 3, die 4 Gemeindebesitzungen 25 Hektar Land. Enteignet wurden ein Betrieb (Ackerhof) mit 101 Hektar Land. 1948 hatten aus der Bodenreform 11 Vollsiedler jeder über 5 Hektar, ein Kleinsiedler
5 Hektar Land erworben. Der Hof Germer wurde durch 10 Siedler aufgesiedelt. 1958 entstanden die Landwirtschaftliche Produktionsgenossenschaft (LPG) „Freie Scholle“ und
die LPG Typ I „Biesestrand“.

### Herkunft des Ortsnamens
Heinrich Sültmann deutet die Namen 1420 biesendale, 1541 bisendal als „Tal der Biese“; der Fluss zieht sich nördlich am Dorfe vorüber.

### Archäologie
Es wurde von Funden aus der Jungsteinzeit berichtet.
Die Funde von einem Gräberfeld bei Biesenthal aus spätrömischer Zeit, Gefäße und Schalen, befinden sich im Kreismuseum Osterburg und im Danneil-Museum in Salzwedel.

### Eingemeindungen
Ursprünglich gehörte das Dorf zum Stendalischen Kreis der Mark Brandenburg in der Altmark. Zwischen 1807 und 1813 lag es im Landkanton Osterburg auf dem Territorium des napoleonischen Königreichs Westphalen. Ab 1816 gehörte die Gemeinde zum Kreis Osterburg, dem späteren Landkreis Osterburg.
Am 20. Juli 1950 wurde die bis dahin eigenständige Gemeinde Biesenthal nach Späningen eingemeindet, das ab dem 25. Juli 1952 zum Kreis Kalbe (Milde) gehörte. Am 21. Dezember 1973 kam der Ortsteil Biesenthal mit der Eingemeindung von Späningen zu Meßdorf, welches am 1. Januar 1988 zum Kreis Osterburg kam. Seit der Eingemeindung von Meßdorf in die Stadt Bismark (Altmark) dem 1. Januar 2010 gehört der Ortsteil Biesenthal zur neu gebildeten Ortschaft Meßdorf und zur Stadt Bismark (Altmark).

### Einwohnerentwicklung
| Jahr | Einwohner |
| ---- | --------- |
| 1734 | 124       |
| 1772 | 094       |
| 1790 | 092       |
| 1798 | 113       |
| 1801 | 101       |
| 1818 | 110       |
| 1840 | 129       |
| 1864 | 161       |
| 1871 | 151       |

| Jahr | Einwohner |
| ---- | --------- |
| 1885 | 162       |
| 1892 | [00]149   |
| 1895 | 152       |
| 1900 | [00]157   |
| 1905 | 156       |
| 1910 | [00]157   |
| 1925 | 174       |
| 1939 | 137       |
| 1946 | 276       |

| Jahr | Einwohner |
| ---- | --------- |
| 1969 | [0]140    |
| 1983 | [0]091    |
| 2020 | [00]059   |
| 2021 | [00]059   |
| 2022 | [0]055    |
| 2023 | [0]056    |

Quelle, wenn nicht angegeben, bis 1946:

## Religion
Die evangelische Kirchengemeinde Biesenthal, die zur Pfarrei Meßdorf gehörte, wird heute betreut vom Pfarrbereich Gladigau im Kirchenkreis Stendal im Bischofssprengel Magdeburg der Evangelischen Kirche in Mitteldeutschland. Die ältesten überlieferten Kirchenbücher für Biesenthal stammen aus dem Jahre 1815. Ältere Einträge sind unter Meßdorf zu finden.
Die katholischen Christen gehören zur Pfarrei St. Anna in Stendal im Dekanat Stendal im Bistum Magdeburg.

## Kultur und Sehenswürdigkeiten
- Die evangelische Dorfkirche Biesenthal ist ein spätromanischer Feldsteinbau aus dem Ende des 12. Jahrhunderts.[24]
- Die Kirche steht auf dem Ortsfriedhof, der umgeben ist von einer Friedhofsmauer auf einem verputzten Feldsteinsockel mit Fachwerk und Biberschwanzabdeckung auf einer sattelförmigen Holzkonstruktion.[12] Sie wird auch als frühneuzeitliche Wellerwand bezeichnet, nach dem Material, das zwischen die Pfosten und Streben aus Holz im Fachwerk verbaut wurde.
- An die Gefallenen des Ersten und Zweiten Weltkriegs erinnern Gedenktafeln in der Kirche.[25]
- In Biesenthal gibt ein Feuerwehr- und Dorfgemeinschaftshaus.
- Im Herbst wird das Kürbisfest im Dorf gefeiert.

## Spukgeschichte aus Biesenthal
Alfred Pohlmann überlieferte im Jahr 1901 die folgende Geschichte, die ihm eine Frau aus dem benachbarten Späningen erzählt hatte. Zwischen den Dörfern Biesenthal und Gladigau befand sich zu der Zeit, also noch vor der letzten Regulierung der Biese, ein stehendes Wasser, der Biesenthaler Kolk. An diesem soll sich zur mitternächtigen Stunde eine alte Frau sehen lassen. Vor ihr steht eine Haspel, auf die sie das feingesponnene Garn der neben ihr liegenden Spulen aufhaspelt.